# Changsha IFS
Changsha IFS são dois arranha-céus em Changsha, Hunan, China. A primeira torre tem 452 metros de altura e a segunda tem 315 metros. A construção começou em 2013 e foi concluída em 2017.
Estas torres gêmeas são inspiradas no Harbour City, um desenvolvimento de varejo hiperconectado localizado em Hong Kong. O complexo de Changsha terá uma rede subterrânea de ligações para um futuro centro de intercâmbio (Estação Wuyi Square) para as linhas 1 e 2 do Metrô de Changsha. A mesma passagem subterrânea conectará com uma das ruas mais movimentadas da China, a rua Huang Xing.